# جو فيرا
جو فيرا (بالإنجليزية: Joe Vera)‏ هو مصمم جرافيك أمريكي، ولد في 20 أبريل 1941 في بومونا في الولايات المتحدة.